# Economie mixtă
O economie mixtă este definită în mod divers ca un sistem economic care îmbină elemente ale economiilor de piață cu cele ale economiilor planificate, piețele libere cu intervenționismul statului sau întreprinderea privată cu întreprinderea publică. Nu există o singură definiție a economii mixte,  ci mai degrabă două definiții majore. Prima dintre aceste definiții se referă la un amestec dintre piață și intervenționismul statului, referindu-se la economiile de piață capitaliste cu o supraveghere regulamentară puternică, politici intervenționiste și furnizarea de servicii publice de către guvern. A doua definiție este de natură politică și se referă strict la o economie care conține o combinație între întreprinderea privată și cea publică. 
În cele mai multe cazuri și, în special, în ceea ce privește economiile occidentale, termenul „economie mixtă” se referă la o economie capitalistă caracterizată prin predominarea proprietăților private asupra mijloacelor de producție cu întreprinderile realizatoare de profit și acumularea de capital ca forță motrică fundamentală.  Într-un astfel de sistem, piețele sunt supuse diferitelor grade de control de reglementare, iar guvernele exercită o influență macroeconomică indirectă prin politici fiscale și monetare, cu scopul de a contracara istoria capitalului ciclurilor de expansiune și contradicție, șomajului și diferențelor de venit. În acest cadru, diferite grade de utilități publice și servicii esențiale sunt furnizate de guvern, activitatea statului fiind adesea limitată în producția bunurilor publice și cerințelor civice universale. Acestea includ asistența medicală, infrastructura fizică și gestionarea terenurilor publice.   Acest lucru contrastează cu capitalismul Laissez-faire, unde activitatea statului se limitează la furnizarea de bunuri și servicii publice, precum infrastructură și cadrul legal pentru protejarea drepturilor de proprietate și aplicarea contractelor. 
Referitor la modelele economice occidentale de după Al Doilea Război Mondial, promovate de creștini-democrați și sociali-democrați, economia mixtă este o formă de capitalism în care majoritatea industriilor sunt deținute în mod privat, dar cu un număr mic de utilități publice și de servicii esențiale aflate în proprietate publică. În epoca postbelică, democrația socială europeană a fost asociată cu acest model economic  așa cum demonstrează punerea în aplicare a statului social. 
Economiile mixte, drept ideal economic, susțin oamenii cu diverse convingeri politice, de obicei de centru-stânga și de centru-dreapta, precum social-democrații  sau democrații creștini.

## Etimologie
Nu există doar o definiție a economii mixte.  Cu toate acestea, există, în general, două definiții majore, una fiind politică iar cealaltă apolitică. 
Definiția politică a economiei mixte se referă la gradul de intervenție a statului în economia de piață, înfățișând statul ca un urzupator al pieței, presupunând că piața este mecanismul „natural” de alocare a resurselor. Definiția politică se limitează la economiile capitaliste și exclude extinderea până la sistemele non-capitaliste, fiind preocupată de politica publică și influența statului pe piață.  Pe de altă parte, definiția apolitică se referă la tipurile de proprietate și de gestionare a întreprinderilor economice dintr-o economie. 
Definiția apolitică a economiei mixte se referă strict la o combinație între proprietatea publică și cea privată a întreprinderilor din economie și nu este preocupată de formele politice și politica publică. 

### Istorie
Termenul „economie mixtă” a apărut în contextul dezbaterii politice din Regatul Unit în perioada postbelică, deși setul de politici asociate ulterior termenului fusese susținut încă din anii ’30.  Susținătorii economiei mixte, inclusiv RH Tawney,  Anthony Crosland  și Andrew Shonfield au fost în mare parte asociați  cu Partidul Laburist Britanic, chiar dacă Conservatori, inclusiv Harold Macmillan au exprimat păreri similare. Criticii economiei mixte, inclusiv Ludwig von Mises și Friedrich von Hayek, au afirmat faptul că nu poate exista o zonă intermediară durabilă între planificarea economică și economia de piață, iar orice mișcare în direcția planificării socialiste este o mișcare neintenționată spre ceea ce Hilaire Bloc a numit "starea servilă". 

## Filozofia politică
În sens apolitic, termenul „economie mixtă” este utilizat pentru a descrie sisteme economice, care îmbină diferite elemente ale economiilor de piață și ale economiilor planificate. Deoarece majoritatea ideologiilor politico-economice sunt definite într-un sens idealizat, ceea ce este descris rar - dacă vreodată - există și în practică. Majoritatea nu ar considera absurd să eticheteze o economie care, deși nu este o reprezentare perfectă, seamănă foarte mult cu un ideal, prin aplicarea rubricii care numește acel ideal. Cu toate acestea, atunci când un sistem în cauză se abate într-o măsură semnificativă de la un model economic idealizat sau de la o ideologie, sarcina identificării acestuia poate deveni problematică. Prin urmare, a fost inventat termenul „economie mixtă”. Deoarece este puțin probabil ca o economie să conțină un mix perfect egal, economiile mixte sunt de obicei notate ca fiind orientate către o proprietatea privată sau publică, spre capitalism sau socialism sau spre o economie de piață sau  de comandă în diferite grade.  

### Învățătură socială catolică
Autorul iezuit David Hollenbach, SJ a susținut că învățarea socială catolică necesită o „nouă formă” de economie mixtă. El se referă la afirmația lui Papei Pius al XI-lea potrivit căreia guvernul „ar trebui să ofere ajutor membrilor corpului social, dar nu îi poate distruge sau asimila niciodată”.  Hollenbach scrie că o economie mixtă socială implică forța de muncă, conducerea și statul care lucrează împreună printr-un sistem pluralist și distribuie pe scară largă puterea economică . 
Cu toate acestea, savanții ulteriori au ilustrat conceperea subsidiarității ca un „exercițiu politic de sus în jos, condus de guvern” care necesită o lectură selectivă a enciclicelor din anii ’60. O lectură mai cuprinzătoare a învățăturii sociale catolice sugerează o conceptualizare a subsidiarității ca și „concept de jos în sus”, care este „înrădăcinat în recunoașterea unei umanități comune, înafara echivalentului politic al nobilei obligate ”. 

### Democrația socială europeană
În perioada timpurie de după război, în Europa de Vest, partidele social-democrate au respins modelul politic și economic stalinist, care circula atunci în Uniunea Sovietică, adoptând fie o cale alternativă către socialism, fie un compromis între capitalism și socialism.  În această perioadă, social-democrații au îmbrățișat o economie mixtă bazată pe predominanța proprietăților private, doar cu o minoritate de utilități esențiale și servicii publice aflate în proprietatea publică. Drept urmare, democrația socială a început să fie asociată cu economia keynesiană, intervenționismul de stat și statutul de bunăstare, abandonând totodată obiectivul anterior de înlocuire a sistemului capitalist (piețele factorilor, proprietatea privată sau munca salarială )  cu un sistem economic socialist diferit calitativ.   

### Fascism
Deși fascismul este, în primul rând, o ideologie politică care subliniază importanța problemelor culturale și sociale asupra economiei, acesta susține, în general, o economie mixtă și larg capitalistă. Fascismul susține un intervenționism de stat asupra piețelor și întreprinderilor private, alături de un cadru corporatist, denumit „a treia poziție ” care, în mod evident, își propune să fie o cale de mijloc între socialism și capitalism, prin medierea disputelor între forța de muncă și cea de afaceri pentru promovarea unității naționale. Regimurile fasciste ale secolului XX din Italia și Germania au adoptat programe de lucru publice considerabile pentru a-și stimula economiile, intervenționismul de stat în economiile dominate în mare parte de sectorul privat pentru a promova rearmamentul și interesele naționale. Savanții au deosebit New Dealul american de programele de lucru publice promovate de fascism, susținând că fascismul a apărut în mod similar ca răspuns la amenințarea revoluției socialiste și a vizat în mod asemănător „salvarea capitalismului” și a proprietății private. 

### Socialism
„Economiile mixte”, fiind un amestec de întreprinderi social deținute si private, au fost prezise și pledate de diverși socialiști ca formă de tranziție necesară între capitalism și socialism. În plus, o serie de propuneri pentru sistemele socialiste cer un ansamblu de diferite forme de proprietate a întreprinderii, inclusiv un rol pentru întreprinderea privată. De exemplu, concepția lui Alexander Nove despre „socialismul fezabil” conturează un sistem economic bazat pe o combinație de întreprinderi de stat pentru industrii mari, cooperative de muncitori și consumatori, întreprinderi private pentru operațiuni de scară mică și întreprinderi deținute individual. 
Teoreticianul social-democrat Eduard Bernstein a pledat pentru o formă de economie mixtă, considerând că un sistem mixt de întreprindere publică, cooperativă și privată va fi necesar pentru o lungă perioadă de timp înainte de evoluarea capitalismului pe cont propriu în socialism. 
Republica Populară Chineză a adoptat o economie de piață socialistă, care reprezintă o etapă timpurie a dezvoltării socialiste conform Partidului Comunist Chinez . Partidul comunist adoptă poziția marxistă, potrivit căreia un sistem economic care conține diverse forme de proprietate - unde sectorul public joacă un rol decisiv - este o caracteristică necesară a unei economii în etapa preliminară a dezvoltării socialismului. 
Republica Socialistă Vietnam descrie economia sa ca o „ economie de piață orientată către socialiști ” care constă într-un ansamblu de întreprinderi publice, private și de cooperare - o economie mixtă care este orientată spre dezvoltarea pe termen lung a unei economii socialiste. 

## Tipologie

### Amestecul piețelor libere și intervenția statului
Această semnificație a unei economii mixte se referă la o combinație de forțe ale pieței cu intervenția statului sub formă de reglementări, politici macroeconomice și intervenții de asistență socială care vizează îmbunătățirea rezultatelor înregistrate pe piață. De altfel, acest tip de economie mixtă se încadrează în cadrul unei economii de piață capitaliste, cu intervenții macroeconomice menite să promoveze stabilitatea capitalismului.  Alte exemple de activitate comună guvernamentală în această formă de economie mixtă includ protecția mediului, menținerea standardelor de ocupare a forței de muncă, un sistem standardizat de bunăstare și menținerea concurenței. 
Majoritatea economiilor contemporane orientate către piață se încadrează în această categorie, inclusiv economia Statelor Unite .   Termenul este folosit și pentru a descrie economiile țărilor care dispun de state de bunăstare extinse, precum modelul nordic practicat de țările nordice, care combină capitalismul de piață liberă cu un stat de bunăstare extins.  
Economia socială de piață germană este politica economică a Germaniei moderne care conduce o cale de mijloc între obiectivele democrației sociale și capitalismului în cadrul unei economii de piață private și are ca scop menținerea unui echilibru între o rată ridicată de creștere economică, inflație scăzută, niveluri scăzute de șomaj, condiții bune de muncă, bunăstare publică și servicii publice prin utilizarea intervenției statului. Sub influența sa, Germania a ieșit din dezolare și înfrângere pentru a deveni un gigant industrial în cadrul Uniunii Europene . 
Școala americană (cunoscută și sub numele de Sistemul Național) este filozofia economică care a dominat politicile naționale ale Statelor Unite din perioada războiului civil american până la jumătatea secolului XX.  Acesta a constat în trei inițiative politice de bază: protejarea industriei prin tarife mari (1861-1932; trecerea la subvenții și reciprocitate din anii 1932-1970), investiții guvernamentale în infrastructură prin îmbunătățiri interne și o bancă națională pentru promovarea creșterii întreprinderilor productive. În această perioadă, Statele Unite a devenit cea mai mare economie din lume, depășind Regatul Unit (însă nu și Imperiul Britanic ) până în 1880.   

### Amestec de întreprinderi private cu cele publice
Acest tip de economie mixtă se referă, în mod specific, la un amestec de proprietate privată și publică asupra industriei și a mijloacelor de producție. Ca atare, aceasta este uneori descrisă ca o „cale de mijloc” sau un stat de tranziție între capitalism și socialism, dar se poate referi și la un amestec de capitalism de stat cu capitalism privat. 
Printre exemple se află economiile din Singapore, Norvegia, Vietnam și China - toate acestea prezintă sectoare mari de întreprinderi de stat care operează alături de mari sectoare private. Economia franceză a constituit un mare sector de stat din 1945 până în 1986, combinând numeroase întreprinderi de stat și firme naționalizate cu întreprinderi private. 
În urma reformelor economice chineze inițiate în 1978, economia chineză și-a reformat întreprinderile de stat și a permis mai multe posibilități întreprinderilor private pentru a funcționa alături de sectoarele de stat și cele colective. În anii 90, guvernul central și-a concentrat proprietatea în sectoare strategice ale economiei, dar întreprinderile de stat locale și provinciale continuă să funcționeze în aproape fiecare industrie, inclusiv tehnologia informației, de automobile, de utilaje și de ospitalitate. Ultima rundă de reformă a întreprinderilor de stat inițiată în 2013 a subliniat creșterea profitului întreprinderilor de stat către guvernul central și „reforma proprietății mixte”, care include investiții private parțiale în firme de stat. Drept urmare, multe firme din sectorul privat, de fapt, sunt deținute parțial de stat de diferite niveluri ale guvernului și ale investitorilor instituționali de stat; și multe întreprinderi de stat sunt deținute parțial în privat, ceea ce duce la o economie „proprietate mixtă”. 

### Amestec de piețe cu planificarea economică
Acest tip de economie mixtă se referă la o combinație între planificarea economică cu forțele de piață pentru orientarea producției într-o economie și poate coincide cu un amestec de întreprinderi private și publice. De asemena, aceasta poate include economii capitaliste cu politici macroeconomice orientative și economii planificate socialiste, care au introdus forțele pieței în economiile lor, cum ar fi în Ungaria. 
Dirijismul a fost o politică economică inițiată de Charles de Gaulle în Franța, desemnând o economie în care guvernul exercită o puternică influență directivă prin planificarea economică indicativă. În perioada de dirigism, statul francez a folosit planificarea economică indicativă pentru a suplimenta forțele de piață pentru orientarea economiei sale de piață. A implicat controlul de stat al industriilor precum infrastructurile de transport, energie și telecomunicații, precum și diverse stimulente pentru corporațiile private să fuzioneze sau să se angajeze în anumite proiecte. Sub influența sa, Franța a cunoscut ceea ce se numește „treizeci de ani glorioși” de profundă creștere economică. 
Ungaria a inaugurat reformele Noului mecanism economic în 1968, care au introdus procesele de piață în economia planificată. În cadrul acestui sistem, firmele erau încă deținute public, dar nu erau supuse unor obiective de producție fizică și cote de producție specificate de un plan național. Firmele au fost anexate ministerelor de stat care aveau puterea de a le contopi, de a le dizolva și de a le reorganiza și care au stabilit sectorul de operare al firmei. Întreprinderile au trebuit să-și achiziționeze aporturile și să-și vândă producțiile pe piețe, în cele din urmă distrugând in mod treptat economia planificată în stil sovietic. 
În 2010, economistul australian John Quiggin a scris: „Experiența secolului al XX-lea sugerează că o economie mixtă va depăși atât planificarea centrală, cât și laissez-faire-ul. Adevărata întrebare pentru dezbaterile politice este determinarea amestecului adecvat și modul în care sectorul public și cel privat ar trebui să interacționeze. " 

## Critică
Întregul concept de „economie mixtă”, înțeles ca un amestec de socialism și capitalism, a fost pus la îndoială de numeroși economiști. 
În lucrarea sa Acțiunea umană, Ludwig von Mises a argumentat că nu poate exista niciun amestec de capitalism și socialism, deoarece doar logica de piață sau planificarea economică trebuie să domine o economie.  Mises a dezvoltat această idee, susținând că chiar dacă o economie de piață ar conține numeroase întreprinderi administrate de stat sau naționalizate, acest lucru nu ar face ca o economie să devină „mixtă”, deoarece existența unor astfel de organizații nu modifică caracteristicile fundamentale ale economiei de piață. Aceste întreprinderi deținute public ar fi în continuare supuse suveranității pieței și ar trebui să achiziționeze bunuri de capital prin piețe, să depună efort pentru a maximiza profiturile (sau cel puțin să încerce să reducă costurile) sau să utilizeze contabilitatea monetară pentru calculul economic. 
Teoreticienii marxiști clasici și ortodocși contestă, de asemenea, viabilitatea unei economii mixte, privită ca o „zonă intermediară" între socialism și capitalism. Indiferent de proprietatea întreprinderii, fie legea capitalistă a valorii și acumulării capitalului conduce economia, fie planificarea conștientă și formele de evaluare nemonetare o fac. Prin urmare, încă din perioada crizei economice (Marea Depresiune), „economiile mixte”, existente în lumea occidentală, sunt capitaliste funcțional, deoarece operează pe baza acumulării de capital. 